# Neptis staudingeriana
Neptis staudingeriana är en fjärilsart som beskrevs av Nicéville 1898. Neptis staudingeriana ingår i släktet Neptis och familjen praktfjärilar. Inga underarter finns listade i Catalogue of Life.